# Korýtko
Korýtko je osada, část obce Horská Kvilda v okrese Klatovy v Plzeňském kraji. Nachází se asi čtyři kilometry jihozápadně od Horské Kvildy. Jsou zde evidovány tři adresy. V roce 2011 zde trvale žilo osm obyvatel.
Korýtko leží v katastrálním území Horská Kvilda o výměře 29,91 km².

## Obyvatelstvo
| Rok            | 1869 | 1880 | 1890 | 1900 | 1910 | 1921 | 1930 | 1950 | 1961 | 1970 | 1980 | 1991 | 2001 | 2011 | 2021 |
| -------------- | ---- | ---- | ---- | ---- | ---- | ---- | ---- | ---- | ---- | ---- | ---- | ---- | ---- | ---- | ---- |
| Počet obyvatel | 49   | 44   | 38   | 50   | 52   | 0    | 33   | 0    | 0    | 0    | 0    | 0    | 8    | 8    | 9    |
| Počet domů     | 4    | 6    | 4    | 5    | 6    | 6    | 6    | 0    | 0    | 0    | 0    | 0    | 5    | 5    | 5    |

## Obecní správa
Při sčítání lidu v letech 1850–1879 Korýtko bylo osadou obce Kozí Hřbet v okrese Sušice. V letech 1880–1899 bylo osadou obce Horská Kvilda v okrese Sušice. V následujícím období byla osada úředně zrušena a jako část obce Horská Kvilda byla obnovena 1. ledna 2000 v okrese Klatovy.